# Partido de la Umma (Egipto)
El Partido de la Umma (En árabe: حزب الأمة, Hizb Al-Umma) es un pequeño partido político egipcio con unos 185 miembros. El programa del partido promueve el socialismo democrático y adopta la Sharia islámica como fuente principal de la legislación. El partido expresa su pleno apoyo a los esfuerzo por establecer la paz con Israel.

## Principios partidarios
El partido:
- Considera a Egipto como parte del mundo árabe e islámico.
- Llama al establecimiento de un sistema socialista y democrático en Egipto.
- Llama a la adopción de la Sharia como principal fuente de legislación.
- Apoya todo esfuerzo en pro de la paz con Israel.
- Llama a construir la sociedad sobre la base de los principios del trabajo y la producción.

El partido nominó a su máximo dirigente,  Ahmed Al-Sabahi, como candidato a las primeras elecciones presidenciales competitivas en 2005. Antes había presentado un candidato a las Elecciones parlamentarias de 2000 en Egipto. 